# Hirschwald Verlag

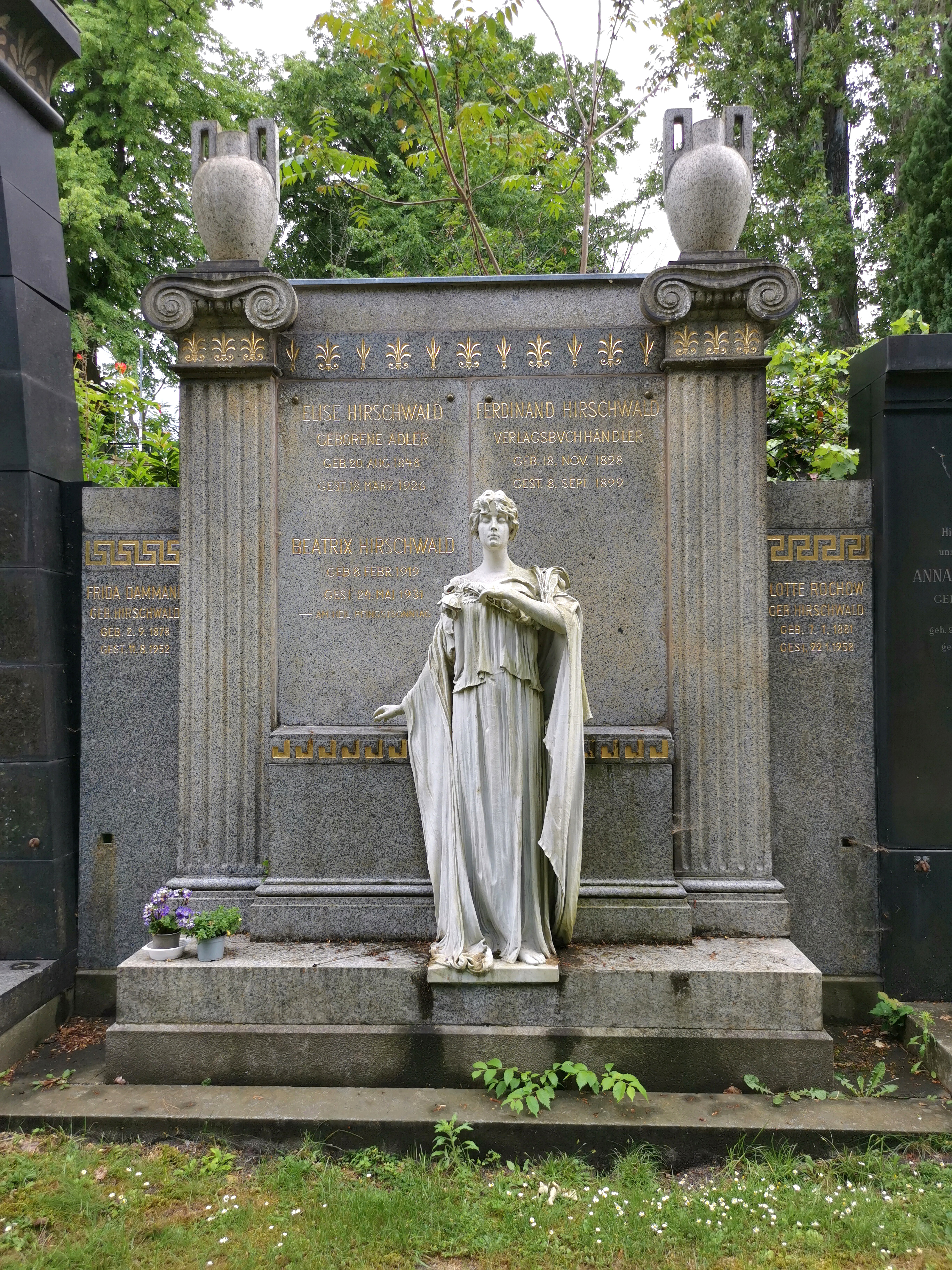
Familiengrab auf dem Luisenfriedhof III in Berlin-Westend (Westmauer)

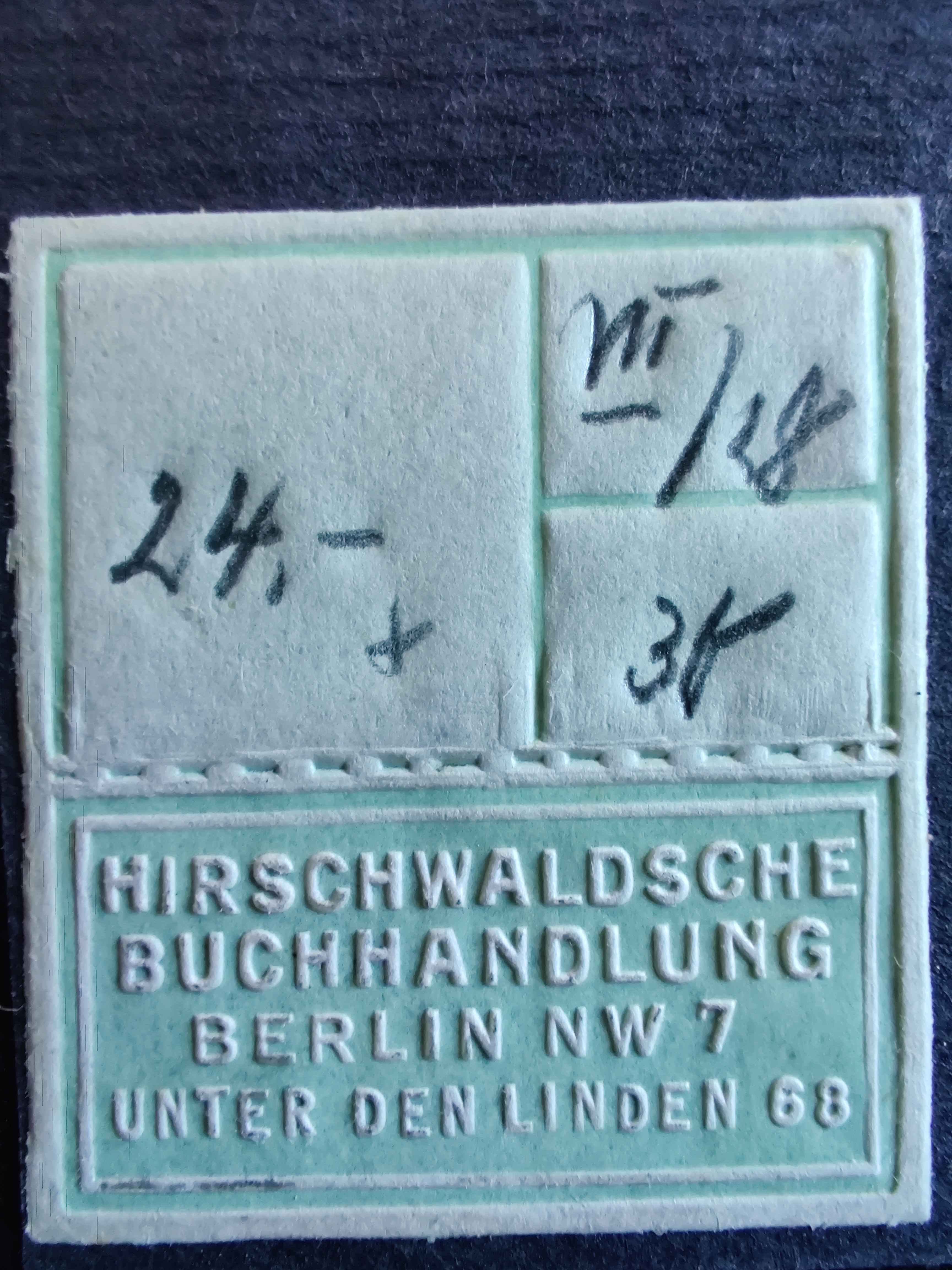
Etikett der Buchhandlung mit damaliger Adresse in Berlin

Der Hirschwald Verlag war einer der bedeutendsten Verlage für Medizin und Naturwissenschaften im Deutschen Reich. Er wurde von August Hirschwald (1774–1848) gegründet, der auch eine Buchhandlung in Berlin hatte.
August Hirschwald gründete 1816 eine Buchhandlung in Berlin in der Burgstraße 25. Zehn Jahre später wurde daraus auch ein Verlag.
1840 übernahm Eduard Aber (1810–1899), ein Neffe von August Hirschfeld, das Sortiment und sorgte dank der Lage der Buchhandlung für die Konzentration auf Medizin und Naturwissenschaften. 1842 gab er einen Katalog auf diesem Gebiet heraus, der für den Buchhandel maßgeblich wurde. Nach dem Tod von August Hirschwald übernahm sein Sohn Ferdinand Hirschwald (1828–1899) den Verlag und schloss sich 1868 mit Albert Aber (1842–1920) zusammen, dem Sohn von Eduard Aber, der 1872 Mitbesitzer und 1899 alleiniger Besitzer des Verlags und Buchhandels wurde.
Im Hirschwald Verlag erschien seit 1860 das Archiv für klinische Chirurgie, ab 1870 das Archiv für Gynäkologie, ab 1893 das Archiv für Laryngologie, ab 1868 das Archiv für Psychiatrie und Nervenkrankheiten und ab 1875 das Archiv für Tierheilkunde. Weitere Zeitschriften waren ab 1886 die Arbeiten aus der chirurgischen Klinik der Universität Berlin, ab 1863 das Centralblatt für medizinische Wissenschaften, ab 1876 die Charité-Annalen, die Jahresberichte für die gesamte Medizin (ab 1867), die Jahresberichte für Anatomie und Physiologie (ab 1867), die Jahresberichte für das Militär-Sanitätswesen (ab 1874), die Berliner Klinische Wochenschrift (ab 1864) und der Medizinalkalender (ab 1850).
Zu den Autoren des Verlags gehörten viele bekannte Mediziner insbesondere der Berliner Schule: Rudolf von Virchow (Die krankhaften Geschwülste), Bernhard von Langenbeck, Ernst von Bergmann, Theodor Billroth, Julius Cohnheim, Carl Binz, Hermann von Helmholtz, Hermann Nothnagel, Alwin von Coler, Ernst Friedrich Gurlt, Fritz König, Andreas Christian Gerlach, Wilhelm Ellenberger, Friedrich von Esmarch, Hermann Eulenberg, Ernst von Leyden, Wenzel Gruber, Johannes Orth, Rudolf Lex, Wilhelm August Roth, Felix von Niemeyer (Lehrbuch der Pathologie), Johann Ludwig Casper (Handbuch der Gerichtsmedizin), Felix Hoppe-Seyler, Karl von Graefe und Johann Friedrich Dieffenbach.
Eduard Aber sah sich sowohl im Medizin-Verlagswesen (Ferdinand Enke Verlag, Braumüller-Verlag, F. C. W. Vogel, J. F. Bergmann, Gustav Fischer, S. Karger, Georg Thieme, Urban & Schwarzenberg, J. Springer) als auch als medizinische Buchhandlung zunehmender Konkurrenz ausgesetzt. 1872 hatte Oscar Rothacker eine Buchhandlung für Medizin eröffnet, die der Hirschwaldschen den Rang ablief. Eine Hauptstütze waren aber die Zeitschriften des Verlags (die Archiv-Reihe und die Berliner Klinische Wochenschrift).
Im März 1921 wurde der Verlag und die Buchhandlung vom Springer Verlag übernommen. Nach dem Tod von Eduard Aber hatte sich in der Familie kein Nachfolger gefunden. Springer war vor allem an den Zeitschriften interessiert, die mit den eigenen Zeitschriften des Springer Verlags zusammengelegt wurden (so wurde aus der Berliner Klinischen Wochenschrift und den Therapeutischen Halbmonatsheften von Springer die Klinische Wochenschrift). Der Kaufpreis betrug 175.000 Mark.